# Добсон, Анита
Ани́та, ле́ди Мэй (англ. Anita, Lady May), известная как Ани́та До́бсон (англ. Anita Dobson, род. 29 апреля 1949, Степни, Большой Лондон) — английская актриса, наиболее известная ролью домовладелицы Энджи Уоттс в мыльной опере «Жители Ист-Энда» с начала существования сериала в 1985 году до 1988 года. Повторно исполнила эту роль на 40-летие телесериала в 2025 году.

## Биография

### Ранняя жизнь и карьера
Родилась в лондонском районе Степни (ныне боро Тауэр-Хамлетс). Училась в Академии драматического искусства Уэббера Дугласа в Лондоне. Добсон в 1980-х годах появилась в нескольких телесериалах, в том числе в ситкоме «Подними слона и объедь вокруг замка» (1983).

### «Жители Ист-Энда»
Добсон наиболее известна ролью эмоциональной, зависимой от алкоголя домовладелицы Энджи Уоттс в мыльной опере «Жители Ист-Энда» на BBC1, которую она играла с начала существования сериала в 1985 году до 1988 года. Сперва на эту роль была выбрана актриса Джин Феннелл, но её исполнение не сходилось с первоначальной идеей персонажа, и её заменили на Добсон.
В сериале Добсон работала вместе с актёром Лесли Грэнтэмом, который играл её мужа, «грязного» Дэна Уоттса. 26 декабря 1986 года, в День подарков после Рождества, серию, где Дэн подаёт на развод с Энджи, посмотрело 30,15 миллионов зрителей. Этот рейтинг является историческим рекордом для любой программы на британском телевидении, не считая спортивных и новостных выпусков.
После того, как Добсон покинула сериал в 1988 году, продюсеры Би-би-си несколько раз делали ей предложение вернуться, но она отказывалась и позднее прокомментировала: «Зачем портить великолепное творение, коим является Энджи Уоттс?» В итоге в 2002 году по решению продюсеров персонаж Энджи Уоттс умерла за кадром от алкогольного отравления, и её похоронила её дочь Шэрон Уоттс (Летиша Дин), которая вернулась в сериал годом ранее. Добсон в итоге согласилась вернуться к своей роли для 40-летия телесериала, внезапно появившись в качестве галлюцинации Шэрон в серии, вышедшей 19 февраля 2025 года.

### После «Жителей Ист-Энда»
После ухода из сериала «Жители Ист-Энда» Добсон появлялась во многих ролях на телевидении, в кино и театре, включая её собственный ситком «Split Ends» (1989) и ситкомы Би-би-си «Красный карлик» и «Rab C. Nesbitt» (1993). Также появлялась в гостевых ролях в сериалах Би-би-си «Призраки», «Зона опасности» (1995), «Солнечный ожог» (1999), «Отель „Вавилон“» (2007) и детективном сериале ITV «Последний детектив» (2004), а также в фильмах «Мстители: Игра для двоих» (1998) и «Темнота наступает» (1999). Она воссоединилась с коллегой по сериалу «Жители Ист-Энда» Лесли Грэнтэмом в мини-сериале Sky «Напряжение» (2000) и в сериале ужасов Five «Городская готика» (2000).
Добсон работала в 2005 году над полицейской драмой ITV1 «Чисто английское убийство» и аудиодрамой «Кровь далеков» по телесериалу «Доктор Кто». Добсон также сыграла пять разных гостевых персонажей в медицинской драме Би-би-си «Катастрофа» (2000, 2009, 2011, 2013 и 2017) и две гостевые роли в её спин-оффе «Холби Сити» (2003 и 2014). Добсон сыграла в 2015 году в фильме «Лондонская дорога» и появилась в 2016 году в комедийном сериале Gold «Бунтарь» с Саймоном Кэллоу. В 2023 году она появилась в серии чёрной комедии «Внутри девятого номера».
В январе 2023 года было объявлено, что Добсон появится в 14-м сезоне научно-фантастического телесериала «Доктор Кто» в роли таинственной миссис Флад, и первая серия с ней вышла на Рождество 25 декабря 2023 года. Она появлялась в роли миссис Флад на протяжении 14-го и 15-го сезонов, и в серии «Межзвёздный конкурс песни» было раскрыто, что она является воплощением старого антагониста сериала Рани.

### Музыкальная и театральная карьера
В августе 1986 года Добсон достигла четвёртой строчки в UK Singles Chart с песней «Anyone Can Fall in Love», основанной на музыкальной теме сериала «Жители Ист-Энда». Песня была спродюсирована гитаристом группы Queen Брайаном Мэем, который позднее стал её мужем. Она также выпустила несколько других синглов и альбомов.
Добсон состояла в труппе театра «Солсбери Плейхаус» (1980) и играла в пьесе «Пигмалион», мюзикле Девушки из хора (1981) и мюзикле «Волнистый попугай». Она также появилась в возрождённом мюзикле Тома Стоппарда «Грубое пересечение» и в пьесе «My Lovely Shayna Maidel». Добсон сыграла маму Мортон в постановке мюзикла «Чикаго» в Вест-Энде (2003). В 2006 году она сыграла в Вест-Энде роль Гертруды в постановке «Гамлета» после гастролей в 2005 году.
В 2012 году Добсон исполнила роль миссис Куикли в постановке Королевской шекспировской труппы комедии «Виндзорские насмешницы». С сентября 2016 года по январь 2017 года появилась в роли мадам Моррибль в мюзикле «Злая» в Вест-Энде. В мае—июне 2018 года Добсон сыграла роль Элеанор в новой комедийной драме «3 женщины» в Вест-Энде. В 2019 году Добсон присоединилась к возрождению мюзикла «Скрипач на крыше» в театре «Плейхаус» в роли Енты.

### «Strictly Come Dancing»
6 сентября 2011 года было объявлено, что Досбон примет участие в 9-м сезоне танцевального шоу «Strictly Come Dancing». В премьерном выпуске 10 сентября стало известно, что её партнёром стал танцор Робин Уиндзор. Она выбыла из конкурса 27 ноября 2011 года, после того как Уиндзор не мог принять участие на той неделе из-за травмы и его заменил Брендан Коул.
| Номер недели | Танец и песня                                                    | Оценка жюри | Оценка жюри | Оценка жюри | Оценка жюри | Оценка жюри | Результат          |
| Номер недели | Танец и песня                                                    | Хорвуд      | Гудман      | Диксон      | Тониоли     | Всего       | Результат          |
| ------------ | ---------------------------------------------------------------- | ----------- | ----------- | ----------- | ----------- | ----------- | ------------------ |
| 1            | Вальс / Commodores — «Three Times a Lady»                        | 7           | 7           | 7           | 7           | 28          | н/д                |
| 2            | Сальса / Гарри Белафонте — «Jump in the Line (Shake, Senora)»    | 7           | 7           | 7           | 7           | 28          | прошли             |
| 3            | Джайв / «You Can't Stop the Beat» из мюзикла «Лак для волос»     | 6           | 7           | 7           | 7           | 27          | прошли             |
| 4            | Американский смус / Фрэнк Синатра — «I've Got You Under My Skin» | 8           | 8           | 8           | 8           | 32          | прошли             |
| 5            | Танго / Клифф Ричард — «Devil Woman»                             | 7           | 8           | 8           | 8           | 31          | прошли             |
| 6            | Чарльстон / Джордж Гершвин — «I Got Rhythm»                      | 7           | 8*          | 8           | 8           | 31          | прошли             |
| 7            | Аргентинское танго / Танго из «Cirque du Soleil»                 | 7           | 9           | 8           | 9           | 33          | кандидаты на вылет |
| 8            | Самба / Dexys Midnight Runners — «Come On Eileen»                | 6           | 7           | 7           | 7           | 27          | прошли             |
| 9            | Ча-ча-ча / Билли Джоэл — «Uptown Girl»                           | 7           | 8           | 7           | 8           | 30          | выбыли             |
| 9            | Свинг-марафон / «Чаттануга Чу-чу»                                | 2 из 7      | 2 из 7      | 2 из 7      | 2 из 7      | 2 из 7      | выбыли             |

- На шестой неделе Гудмана заменила Дженнифер Грей[19].

## Личная жизнь
18 ноября 2000 года Добсон вышла замуж за гитариста группы Queen Брайана Мэя, с которым встретилась впервые в 1986 году. Добсон является покровителем мемориала забастовке работниц лондонской спичечной фабрики 1888 года и театральной благотворительной организации «Гильдия мюзик-холлов Великобритании и Америки».

## Фильмография
| Год       |     | Русское название                         | Оригинальное название                    | Роль                                                       |
| --------- | --- | ---------------------------------------- | ---------------------------------------- | ---------------------------------------------------------- |
| 1978      | тф  |                                          | Leave Him to Heaven                      | Роксанна                                                   |
| 1981      | с   | Няня                                     | Nanny                                    | Дороти (серия «Innocent Party»)                            |
| 1983      | с   | Партнёры по преступлению                 | Agatha Christie's Partners in Crime      | Эстер Куант (серия «The House of Lurking Death»)           |
| 1983      | с   | Подними слона и объедь вокруг замка      | Up the Elephant and Round the Castle     | Луиз Тайт (3 серии)                                        |
| 1985—2025 | с   | Жители Ист-Энда                          | EastEnders                               | Энджи Уоттс (275 серий)                                    |
| 1989      | с   | Split Ends                               | Split Ends                               | Кэт (6 серий)                                              |
| 1990      | тф  | Мир Эдди Вири                            | The World of Eddie Weary                 | Роксанна                                                   |
| 1993      | с   | Красный карлик                           | Red Dwarf                                | капитан Тау (серия «Psirens»)                              |
| 1993      | с   | Rab C. Nesbitt                           | Rab C. Nesbitt                           | Кэт (серия «Rich»)                                         |
| 1993      | с   | Гав!                                     | Woof!                                    | миссис Фуллер (2 серии)                                    |
| 1993      | с   | Шоу Шона                                 | Sean's Show                              | Бетти (серия 2.6)                                          |
| 1994      | с   | Дымовая завеса                           | Smokescreen                              | Герти (5 серий)                                            |
| 1994      | ф   | Бедлам                                   | Beyond Bedlam                            | Джудит                                                     |
| 1994      | тф  |                                          | It's a Girl                              | Берта Сногграсс                                            |
| 1994      | ф   | Seaview Knights                          | Seaview Knights                          | слепая консьержка                                          |
| 1994      | тф  |                                          | The Fireboy                              | мама                                                       |
| 1995      | с   | Призраки                                 | Ghosts                                   | Сьюзи Рудкин (серия «I'll Be Watching You»)                |
| 1995      | тф  |                                          | Go Back Out                              | мама                                                       |
| 1995      | с   | Зона опасности                           | Dangerfield                              | Мириам Лампетер (серия «The Body in the Quarry»)           |
| 1996      | с   | Великолепная пятёрка                     | The Famous Five                          | миссис Стик (серия «Тайна старого подземелья»)             |
| 1997      | с   | Новые голоса                             | New Voices                               | Эллен (серия «Enough Excitement»)                          |
| 1997      | с   | Горец                                    | Dangerfield                              | Молли Кингсли (серия «Дипломатическая неприкосновенность») |
| 1997      | с   | Get Well Soon                            | Get Well Soon                            | миссис Айви Осборн (4 серии)                               |
| 1997—2005 | с   | Чисто английское убийство                | The Bill                                 | Джейн Эллиот / Линн Хантер (2 серии)                       |
| 1998      | ф   | Мстители: Игра для двоих                 | Sweet Revenge                            | Дафни Тил                                                  |
| 1998      | ф   | Истец Тичборн                            | Seaview Knights                          | Фэнни Лодер                                                |
| 1999      | с   | Солнечный ожог                           | Sunburn                                  | Джойс Поттс (серия 1.6)                                    |
| 1999      | ф   | Темнота наступает                        | Darkness Falls                           | миссис Хэйтер                                              |
| 1999      | тф  | Хлам                                     | Junk                                     | миссис Лоусон                                              |
| 2000      | с   | Сердца и кости                           | Hearts and Bones                         | Донна Слейни (серия «Slipping Through My Fingers»)         |
| 2000      | с   | Городская готика                         | Urban Gothic                             | Фенелла (серия «Pineapple Chunks»)                         |
| 2000—2017 | с   | Катастрофа                               | Casualty                                 | различные роли (5 серий)                                   |
| 2000      | мтф | Напряжение                               | The Stretch                              | Сэм Грин                                                   |
| 2000      | тф  |                                          | Daddyfox                                 | Джоанна                                                    |
| 2002      | с   | Национальная полиция: Облава             | NCS: Manhunt                             | Джин Харрис (2 серии)                                      |
| 2002      | с   | Забава в похоронном бюро                 | Fun at the Funeral Parlour               | Фернандо (серия «Dog Dago Afternoon»)                      |
| 2003—2016 | с   | Врачи                                    | Doctors                                  | Элизабет Прайор / Эдвина Херриот (3 серии)                 |
| 2003—2014 | с   | Холби Сити                               | Holby City                               | Линн Спенсер / Бетти Стерн (2 серии)                       |
| 2004      | ф   | Чарли                                    | Charlie                                  | миссис Ричардсон Сениор                                    |
| 2004      | с   | Последний детектив                       | The Last Detective                       | Рут Лейман (серия «Christine»)                             |
| 2005      | с   | Новые трюки                              | New Tricks                               | Элейн Уонлесс (серия «A Delicate Touch»)                   |
| 2007      | с   | Доктор Кто: Приключения Восьмого Доктора | Doctor Who: The Eighth Doctor Adventures | Эйлин Клинт (озвучка)                                      |
| 2008      | с   | Отель «Вавилон»                          | Hotel Babylon                            | леди Амелия Гамильтон (серия 3.2)                          |
| 2009—2011 | с   | Gigglebiz                                | Gigglebiz                                | Аннетт (13 серий)                                          |
| 2010      | с   | Миссия «Зелёный Санта»                   | Mission Green Santa                      | миссис Санта (10 серий)                                    |
| 2010      | с   | Хлопушки                                 | Little Crackers                          | бабушка (серия «My First Nativity»)                        |
| 2011      | с   | Подъём                                   | Coming Up                                | Мэгги (серия «Hooked»)                                     |
| 2012      | с   | Сэди Джей                                | Sadie J                                  | бабушка Бет (серия «Kissalicious»)                         |
| 2013      | с   | Арчеры                                   | The Archers                              | Селия Редвуд (3 серии, озвучка)                            |
| 2013      | с   | Двигаясь вперёд                          | Moving On                                | Кейт Марр (серия «The Value»)                              |
| 2015      | с   | Помпиду                                  | Pompidou                                 | Салли (серия «The Date»)                                   |
| 2015      | ф   | Обманчивая память                        | Solitary                                 | медсестра Мэри                                             |
| 2015      | ф   | Восхождение Крэев                        | The Rise of the Krays                    | Мэдж                                                       |
| 2015      | с   | Армада. Неизвестная история              | Armada: 12 Days to Save England          | Елизавета I (3 серии)                                      |
| 2015      | ф   | Лондонская дорога                        | London Road                              | Джун                                                       |
| 2016—2017 | с   | Бунтарь                                  | The Rebel                                | Маргарет (9 серий)                                         |
| 2016      | ф   | Падение Крэев                            | The Fall of the Krays                    | Мэдж                                                       |
| 2017      | с   | Вызовите акушерку                        | Call the Midwife                         | Мэйбел Тиллерсон (серия «Christmas Special 2017»)          |
| 2018      | ф   | Бой                                      | The Fight                                | Джин Данн                                                  |
| 2018      | тф  | Торвилл и Дин                            | Torvill & Dean                           | мисс Перри                                                 |
| 2018—2019 | с   | Самая плохая ведьма                      | The Worst Witch                          | Мирабель Хаббл (3 серии)                                   |
| 2021      | с   | Долгий разговор                          | The Long Call                            | Грейс Стивенсон (4 серии)                                  |
| 2022      | с   | Энди и группа                            | Andy and the Band                        | тётя Шона (серия «Boo! Who?»)                              |
| 2022      | ф   | Завтра утром                             | Tomorrow Morning                         | Карен                                                      |
| 2022      | с   | Доджер                                   | Dodger                                   | Берта Пламмер (серия «Christmas»)                          |
| 2023      | с   | Внутри девятого номера                   | Inside No. 9                             | Фрэнсис (серия «Mother's Ruin»)                            |
| 2023      | ф   | Рождество в отеле Холли Дэй              | Christmas at the Holly Day Inn           | Молли Хеннингс                                             |
| 2023      | с   | Хоть бы убийство                         | Murder, They Hope                        | Белла (серия «Blood Actually»)                             |
| 2023—2025 | с   | Доктор Кто                               | Doctor Who                               | миссис Флад / Рани (10 серий)                              |
| 2024      | ф   | Через год в это же время                 | This Time Next Year                      | мисс Ментис                                                |
| 2024      | с   | Комендантский час                        | Curfew                                   | Джанет (6 серий)                                           |
| 2024      | с   | Generation Z                             | Generation Z                             | Джанин (6 серий)                                           |
| 2025      | с   | Отец Браун                               | Father Brown                             | Юнис Литтон (серия «The Deserving Poor»)                   |

## Награды
За роль Энджи Уоттс в мыльной опере «Жители Ист-Энда» Добсон удостоена Премии Пай за выдающуюся женскую личность. Добсон была номинирована в 2003 году на Премию Лоренса Оливье в категории «Лучшая актриса» за роль в пьесе «Замороженный» в Королевском национальном театре.
В 2007 году Добсон получила почётное звание в Ливерпульском институте исполнительских искусств.